# Isocolpodia
Isocolpodia is een muggengeslacht uit de familie van de galmuggen (Cecidomyiidae).

## Soorten
- I. alta (Felt, 1908)
- I. diervillae (Felt, 1907)
- I. graminis (Felt, 1907)